# Néstor Grindetti
Néstor Osvaldo Grindetti (Lanús, Buenos Aires; 24 de febrero de 1955) es un actuario, político, y dirigente deportivo argentino. Fue intendente del partido de Lanús de la provincia de Buenos Aires, Argentina, desde 2015 hasta 2023, y fue Ministro de Hacienda de la Ciudad Autónoma de Buenos Aires entre 2007 y 2015. Actualmente ocupa el cargo de Jefe de Gabinete de Ministros de la Ciudad Autónoma de Buenos Aires y es presidente  del Club Atlético Independiente.
En las elecciones de 2023 fue candidato a gobernador de la Provincia de Buenos Aires, donde sacó el 26,61% de los votos, obteniendo el segundo lugar detrás del gobernador titular, Axel Kicillof, que sacó el 44,94% de los votos, dejando a Carolina Píparo tercera con el 24,57%. Logró ser el candidato de Juntos por el Cambio ya que en las elecciones primarias derrotó al diputado nacional Diego Santilli.

## Biografía
Nacido en Lanús, se recibió de actuario en la Universidad de Buenos Aires en 1983. Su acercamiento a Mauricio Macri, fundador del partido PRO, comenzó en 1979 cuando Grindetti trabajaba como cadete en el Grupo SOCMA, perteneciente a la familia Macri, llegando al directorio de la misma.

### Ciudad de Buenos Aires
Grindetti fue nombrado por Mauricio Macri como Ministro de Hacienda de la Ciudad Autónoma de Buenos Aires desde diciembre de 2007 hasta diciembre de 2015, cuando asumió como intendente de Lanús. Su reemplazo para el gobierno de Horacio Rodríguez Larreta fue Martín Mura. Durante su gestión fue denunciado por sobreprecios en la construcción de los carriles exclusivos sobre la Avenida 9 de Julio, los cuales costaron tres veces más que lo previsto por el Presupuesto 2013 del Gobierno porteño. En 2010 fue imputado por administración fraudulenta, incumplimiento de los deberes de funcionario público, malversación de caudales junto con director de Crédito Público de la Ciudad y ex legislador del Pro, Abel Ignacio Fernández Semhan. En 2015 la diputada nacional Elisa Carrió que pertenecía al mismo partido que Grindeti denuncio una "red delictual" en Lanús y Lomas de Zamora que protege al "mercado más ilegal del país", señalando a barrabravas, jefes territoriales, fiscales, al intendente Néstor Grindetti y al ministro de Seguridad bonaerense, Cristian Ritondo.

### Intendencia de Lanús
Su primera postulación para la intendencia del municipio fue en 2007, donde la lista 505-Unión PRO que encabezaba quedó en cuarta posición con el 8,95% de los votos.
Se volvió a presentar en 2011 quedando en segundo lugar. En aquella ocasión resultó reelecto el candidato del Frente para la Victoria, Darío Díaz Pérez. Durante esta campaña, estando al frente de la cartera de Hacienda porteña, Grindetti se mostró junto a Diego Leandro Goncebate, alias «Fanfi», acreditado como el último jefe de la barra brava de Lanús hasta que su interna se dirimiera a balazos, con el saldo de un muerto y varios heridos, el 26 de mayo de 2012.
Volvió a presentarse nuevamente en 2015 y en las PASO perdió por un estrecho margen contra el candidato del gobierno kirchnerista,  Julián Álvarez, miembro de La Cámpora. Sin embargo, en las elecciones generales del 25 de octubre resultó elegido por un punto de diferencia. El 9 de diciembre de 2015 asumió como intendente de Lanús. A poco de asumir fueron despedidas unas 1240 personas que integraban el plantel de trabajadores municipales. En 2019 obtuvo la reelección como jefe comunal de Lanús en representación de la alianza Juntos por el Cambio con el 49,35% de los votos superando al candidato del Frente de Todos, Edgardo Depetri.

## Causas judiciales
En 2010 fue denunciado por el pago de una comisión de 9.5 millones de dólares al Banco Credit Suisse y a KBR Finance Ltd., cuando existían ofertas de otros bancos con porcentajes más bajos. La Asociación Civil por la Igualdad y la Justicia (ACIJ) emitió una denuncia penal por administración fraudulenta, malversación, incumplimiento de los deberes del funcionario público y negociaciones incompatibles con el ejercicio de la función pública en la emisión y el manejo de 475 millones de dólares de deuda porteña contra Néstor Grindetti, junto a dos funcionarios macristas están imputados. Por dicha maniobra la ciudad perdió 120 millones de pesos.
En 2011 la justicia brasileña emitió una orden de alerta contra Grindetti que fue tomada por Interpol. Dicha agencia emitió una orden de captura internacional por "delitos contra el orden tributario" contra Néstor Grindetti. Él tenía un pedido de prisión preventiva desde 2012, pero fue dada de baja en 2015.
El 28 de junio del 2016 fue formalmente imputado por enriquecimiento ilícito en el marco de las investigaciones vinculadas al caso conocido como Panama Papers.

### Aportes de campaña
En 2015 salió a la luz que unos 140 empleados jerárquicos pertenecientes a siete ministerios del gobierno de la Ciudad de Buenos Aires, más decenas de jóvenes trabajadores del GCBA, aportaron el dinero que sirvió para financiar casi el 30% de la campaña del PRO en las PASO.
La diferencia la marcó el ministro de Hacienda, Néstor Grindetti, quien no figura como aportante, aunque desde su cartera, los empleados contribuyeron con $700.000; y eligieron hacerlo con $30.000 13 de ellos; y tres trabajadores con $25.000, $45.000 y $50.000 respectivamente. También Néstor Grindetti y Osvaldo Cortesi gestionaron una pauta generosa de avisos de la institución oficial hacia una publicación, a cambio de que mostraran a Rodríguez Larreta como una variante atractiva para un sector de centro izquierda.

### Aportes falsos y lavado de dinero en campaña
En julio de 2018 el periodista Juan Ignacio Amorín del portal El destape denunció un escándalo mayor cometido por aportes fraudulentos y lavado de dinero en campaña política. La denuncia publicada en el sitio web condujo a tres causas judiciales diferentes: la primera de ellas en manos del fiscal electoral Jorge Di Lello, las otras fueron instruidas una por el juez platense Ernesto Kreplak -a instancias de una denuncia presentada por la diputada provincial María Teresa García (FPV)- y la restante por el juez federal Sebastián Casanello. En Comodoro Py, el fiscal electoral Di Lello y el juez Casanello avanzan con otros dos expedientes. La Cámara Nacional Electoral también puso a trabajar a su cuerpo de auditores para repasar los datos de la campaña de Cambiemos y constatar cualquier irregularidad. La causa que apuntaba contra la posible comisión de los delitos de lavado de activos, falsificación de documento, violación de secretos y privacidad, usurpación de identidad y violación de la ley de financiamiento de partidos políticos a las autoridades del PRO en la provincia: a Vidal; su jefe de Gabinete, Federico Salvai; la flamante contadora general, María Fernanda Inza; y a los intendentes Jorge Macri (Vicente López) y Néstor Grindetti (Lanús) Finalmente el letrado Alén señaló como responsables a María Eugenia Vidal (Presidenta del Partido Pro en la Provincia de Buenos Aires); María Fernanda Inza, Gabriel Maximiliano Sahonero y Darío Omar Duarte (responsables económicos del partido), los candidatos Esteban Bullrich, Gladys González, Graciela Ocaña, Héctor "Toty" Flores; y Carla Silvia Chaban y Alfredo Gabriel Irigoin (responsables económicos de la campaña realizada por la citada Alianza Cambiemos).

## Controversias
Durante el mes de abril de 2016, la Interpol lo colocó entre la lista de personas buscadas en su página web, requerido por las autoridades judiciales de Brasil por presuntos "delitos contra el orden tributario y relaciones de consumo". Su vocero afirmó que, si bien esta orden de captura internacional existió y fue emitida el 14 de diciembre de 2012, ya había sido levantada el 30 de marzo del 2016.
Según esta aclaración, se entiende que Grindetti tuvo una orden de captura internacional durante su mandato como secretario de Hacienda de la Ciudad de Buenos Aires, además de haber manejado una sociedad en Panamá y una cuenta bancaria en Suiza.